# Stapelia arenosa
Stapelia arenosa är en oleanderväxtart som beskrevs av Lückh.. Stapelia arenosa ingår i släktet Stapelia och familjen oleanderväxter. Inga underarter finns listade i Catalogue of Life.